# Mecz piłkarski AS Adema – SOE Antananarivo (2002)
Mecz piłkarski AS Adema – SO de l'Emyrne (2002) – spotkanie ligi madagaskarskiej pomiędzy zespołami AS Adema i SOE Antananarivo, które rozegrano 31 października 2002 roku. Potyczka zakończyła się wynikiem 149:0 dla AS Ademy; jest to rekordowe zwycięstwo i najwyższy wynik w historii piłki nożnej. Wynik tego spotkania trafił do księgi rekordów Guinnessa.

## Tło
Obrońcą tytułu mistrzowskiego z poprzedniego sezonu był klub SOE Antananarivo. Rekordowy mecz był częścią play-offów, które miały wyłonić mistrza Madagaskaru. Brały w nich udział cztery najlepsze zespoły fazy zasadniczej, które grały systemem każdy z każdym (u siebie i na wyjeździe). Rozegrano sześć kolejek, jednak już piąta wyłoniła nowego mistrza Madagaskaru. AS Adema pokonał ostatni w tabeli zespół USA 1:0, zaś obrońca tytułu SOE jedynie zremisował z DSA 2:2 (układ tabeli po 5 rundach: AS Adema (10 pkt.), SOE (6 pkt.), DSA (6 pkt.), USA (3 pkt.)). W meczu DSA–SOE przez długi czas goście prowadzili 1:2, jednak w końcówce spotkania sędzia Benjamina Razafintsalama przyznał wątpliwego karnego dla drużyny DSA. Mecz zakończył się wynikiem 2:2, co pozbawiło obie drużyny tytułu mistrzowskiego.

## Przebieg meczu i kary
W ramach protestu, w meczu ostatniej kolejki piłkarze z Antananarywy postanowili zaprotestować przeciwko, ich zdaniem, stronniczemu sędziowaniu zarówno w poprzednim jak i obecnym spotkaniu (dodatkowo na początku ostatniego meczu, trener SOE Ratsimandresy Ratsarazaka pokłócił się z sędzią, przy czym prawdopodobnie nie był to Razafintsalama). Po każdym wznowieniu gry piłkarze SOE atakowali własną bramkę i do przerwy strzelili 75 goli samobójczych. W 65. minucie spotkania trener nowych mistrzów Madagaskaru Rhino Randriamanjaka, zaproponował przeciwnikom, aby zaprzestali ostrzeliwać własną bramkę, ci jednak odmówili (było już wtedy 108:0). Do końca regulaminowego czasu piłkarze SOE strzelili sobie jeszcze 41 goli samobójczych (gol padał średnio co 36 sekund), sam środkowy obrońca tej drużyny strzelił 69 bramek. Piłkarze AS jedynie biernie przyglądali się tej sytuacji. Kibice z kolei domagali się zwrotu pieniędzy za zakupione bilety.
Fédération Malagasy de Football (Malgaska Federacja Piłkarska) postanowiła ukarać trenera i czterech piłkarzy SOE za ten mecz: trenera zawieszono na trzy lata i objęto zakazem wstępu na stadion w tym czasie, a piłkarzy: Mamisoę Razafindrakoto (bramkarza reprezentacji Madagaskaru), Manitranirinę Andrianiainę (kapitana ekipy SOE), Nicolasa Rakotoarimananę i Dominique'a Rakotonandrasanę zawieszono w prawach zawodnika i objęto zakazem wstępu na stadion do końca sezonu 2002. Innych piłkarzy obu drużyn upomniano i zapowiedziano sankcje w wypadku popełnienia kolejnych wykroczeń. Sędzia meczu nie został ukarany. 
O karach poinformował prezes Malgaskiej Federacji Piłkarskiej, Jacques Benony.